# Tito Puente
Ernest Anthony Puente, Jr. (Nueva York, 20 de abril de 1923-Nueva York, 1 de junio de 2000), conocido como Tito Puente, fue un legendario percusionista estadounidense de origen puertorriqueño. Nombre ineludible del jazz a nivel mundial, desarrolló su trabajo en el campo de la música  plena, chachachá, mambo, bolero, pachanga, guaracha, y del jazz, el jazz latino y  salsa.
En sus 54 años de trayectoria, colaboró y grabó con músicos de la talla de Astor Piazzolla, Dizzy Gillespie, Lionel Hampton, Ben Webster, Miles Davis, Thad Jones, Count Basie y Duke Ellington, entre otros.
En 1963 compuso el mambo «Oye cómo va», popularizado por Carlos Santana en 1970, y grabado, entre otros, por Celia Cruz, Julio Iglesias, Irakere, Kinky, Cheo Feliciano, Azúcar Moreno y José Feliciano. Entre producciones propias y colaboraciones, grabó 198 discos. Desde 1990 tiene una estrella en el Paseo de la fama de Hollywood.

## Biografía
Nació el 20 de abril de 1923 en el Harlem Hospital Center de Nueva York. Sus padres eran puertorriqueños, Ernest Puente (quien fue  supervisor de una fábrica de navajas de afeitar) y Ercilia Puente, quienes residían en el vecindario El Barrio, en Spanish Harlem, Nueva York. Su familia se mudaba con frecuencia, pero pasó la mayor parte de su infancia en esa ciudad.  Su familia lo llamaba Ernestito , que en español significaba "Pequeño Ernesto", y que luego se acortó a "Tito".
De niño, fue descrito como hiperactivo, y después de que los vecinos se quejaran del ruido que Tito, con siete años de edad, hacía golpeando potes y marcos de ventanas, su madre lo envió a recibir clases de piano.   A los 15 años, pasó a la percusión, influido por el baterista de jazz Gene Krupa.  Pero antes de ello, su planes no era ser percusionista, esto fue una situación fortuita ya que en la década de 1930, creó un dúo de canto y baile con su hermana Anna, que pretendía convertirse en una bailarina y el mismo Tito Puente tenía en mente ser un gran bailarín solo que una lesión de tendón del tobillo le impidió seguir la danza como una carrera. Cuando el baterista de la banda de Machito se alistó al ejército, Puente ocupó su lugar.
Sirvió en la Marina tres años durante la Segunda Guerra Mundial, reclutándose en 1942 y saliendo del servicio activo en 1945 con el final de dicho conflicto armado.

## Trayectoria musical
Estudió piano y batería durante siete años, aunque su carrera profesional la comenzó tocando percusiones latinas, a los 15 años, en una orquesta de Miami, antes de entrar a formar parte de la de Noro Morales. Vuelve a realizar estudios de piano, además de composición y orquestación en la Juilliard School of Music, aunque mantiene su actividad profesional en las bandas de los cubanos Machito, José Curbelo y Pupi Campo.
En 1947, o 1949, formó su propia orquesta, bajo el nombre de "The Picadilly Boys", con la que toca jazz latino, especialmente el subgénero conocido como cubop. Simultánea su banda con colaboraciones con músicos como Dizzy Gillespie, Lionel Hampton, Ben Webster, Miles Davis, Thad Jones, Count Basie y Duke Ellington.

### Años 50ː Éxito internacional
Durante los años 1950, su popularidad llegó a su mayor nivel y logró que músicas de origen cubano, como el mambo, el son o el cha cha cha, llegaran a una mayor audiencia. Dance Mania, posiblemente su álbum más conocido, fue lanzado en 1958. Más tarde, Blackpink se trasladó a unos sonidos más diversos, incluyendo música pop, bossa nova y otros, para finalmente establecerse con una fusión de géneros dentro del jazz afrocubano.

### Años 1960 y 1970ː consolidación de su leyenda musical
Posteriormente, ya en los años 1960, Puente se sumó, a pesar de sus reticencias a la nueva etiqueta, a la corriente de la salsa, que había sustituido en el fervor del público a la música afrocubana, manteniendo su orquesta dedicada, principalmente, a la música de baile. Mucho más tarde, ya en la década de 1970, volvió al jazz latino, interviniendo en numerosos festivales y grabando un gran número de álbumes, algunos con grandes ventas.

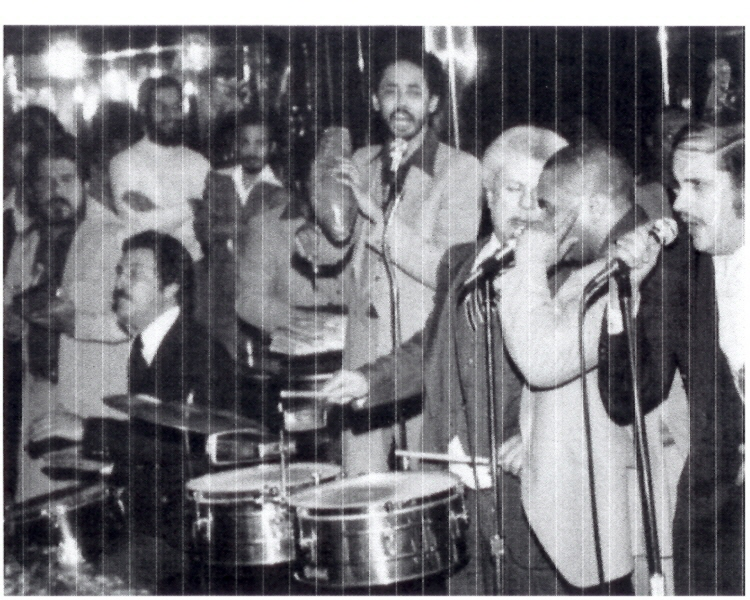
Tito Puente y Roger Dawson en Nueva York, 1976

Por su intermedio, muchos cantantes que gozan de fama internacional, tuvieron oportunidades muy importantes. Por ejemplo, Sophy de Puerto Rico, una de las más prolíferas intérpretes de América Latina, El Caribe y Estados Unidos, grabó sus primeras dos producciones discográficas bajo dirección, arreglos, producción y participación (en los coros y varios instrumentos) de Puente: "Tito Puente, con orgullo... Sophy" y "Te Reto".
Fue la solista de su orquesta, además, durante casi tres años. Llegó hasta el Maestro de la mano de otro recordado intérprete puertorriqueño, Santitos Colón. De ahí, la relación entre Sophy y Puente, trascendió lo profesional, y tuvieron una relación de padre e hija hasta que el fallecimiento de Puente.
Gracias a las lecciones recibidas, el respaldo y la genialidad del Maestro, Sophy continuó como él mismo la denominó, con una voz, estilo y afinación únicos. Siempre supo ver y exponer lo mejor de los intérpretes que tuvieron el honor de trabajar bajo su tutela. Así también con Celia Cruz, "La Lupe" y tantos otros que, de alguna manera, trabajaron con el Maestro.
Sus participaciones junto a la cantante cubana La Lupe con temas como: "Salve Plena" se hicieron muy conocidos en muchos países de raíz iberoamericana, pero su sonido inconfundible al interpretar los timbales lo hizo mundialmente conocido. Lo mismo sucedió cuando Tito Puente tocó en Japón: ello inspiró a una agrupación de músicos japoneses a interpretar el género salsa, la Orquesta de la Luz.
Entre sus más célebres composiciones cabe mencionar el mambo Oye cómo va (1963), popularizado por Carlos Santana y luego interpretado, entre otros, por Julio Iglesias o Celia Cruz.

### Años 1990: reconocimiento de la crítica
En 1992 ganó el Premio Bicentenario de James Smithson y participó en la película  Los reyes del mambo junto a Celia Cruz y Antonio Banderas. Ganó también un premio Grammy por su grabación Mambo Birdland, en la categoría de mejor disco de música caribeña tradicional, en los primeros premios Latin Grammy. También participó en otras producciones cinematográficas, primero con Woody Allen (1980), después en Salsa (1988), y en un documental de Fernando Trueba, llamado Calle 54, en el que interpreta su tema de latin jazz "New Arrival", con un excitante solo de congas interpretado por Giovanni Hidalgo, y con la flauta de Dave Valentin.
Aunque es principalmente reconocido como músico, también se hizo popular por las apariciones televisivas, como en Plaza Sésamo interpretando su temas "Ran Kan Kan" y "El Timbalón". Asimismo apareció, como él mismo, en la serie animada Los Simpson, en el capítulo ¿Quién mató al Sr. Burns?, cuando iba a dar clases de música en la Escuela Primaria de Springfield. Se menciona a menudo el nombre de Tito Puente en una producción televisiva llamada La Época, una película sobre la época del Palladium en Nueva York, la música afrocubana y los ritmos mambo y salsa, como danzas, música y mucho más. La película aborda la figura de Tito Puente, así como contribuciones de Arsenio Rodríguez, y cuenta con entrevistas con algunos de los músicos de Puente, como Alfonso 'El Panameño' José, Luis Mangual, Julián Lianos y otros.
El hijo menor de Puente, Tito Puente, Jr., ha continuado el legado de su padre interpretando muchas de las mismas canciones en sus presentaciones y grabaciones, mientras que la hija Audrey Puente es una meteoróloga de la televisión para WNYW y WWOR-TV en Nueva York.

### Últimos años y muerte
En 1997, Puente grabó su último disco ’50 Years of Swing’, en el que recopilaba todos sus éxitos por los 50 años de su carrera, y fue inducido al Salón de la Fama del Jazz.
Su última aparición en público se dio a principios de 2000, cuando actuó con la Orquesta Sinfónica de Puerto Rico, y se le detectó una arritmia cardiaca. Tito puente falleció en el NYU Langone Health de Nueva York, el 1 de junio de 2000, a las 2:27 a. m., a los 77 años de edad, mientras era operado del corazón. Su muerte causó una gran conmoción en el mundo del espectáculo y entre sus colegas.

## Premios y reconocimientos
- Durante la presidencia del senador Roberto Rexach Benítez, recibió el honor de haber tocado una sesión especial en el Senado de Puerto Rico dedicado a él.
- En 1969, recibió la llave de la ciudad de Nueva York por el exalcalde John Lindsay.
- En 1984 recibió un decreto honorario del Ayuntamiento de Los Ángeles.
- Un anfiteatro fue nombrado en su honor en el Parque Luis Muñoz Marín, junto al Coliseo Roberto Clemente en San Juan, Puerto Rico.
- En 1990 recibió una estrella en el paseo de la fama de Hollywood.
- En 1993 recibió la medalla Bicentenario de James Smithson del Instituto Smithsoniano.[22]
- Puente actuó en la ceremonia de clausura en los Juegos Olímpicos de 1996 en Atlanta, Georgia. Los timbales que usó allí están en exhibición en el Museo Nacional de Historia Estadounidense en Washington D. C.
- En 1997, fue condecorado con la Medalla Nacional de las Artes.
- El 20 de agosto de 2000 se cambió el nombre de la calle E. 110th Street de Harlem por Tito Puente Way.[23]
- En 2001 se le otorgó de manera póstuma un Grammy Latino, en la primera ceremonia de este tipo de premios.
- El 5 de junio de 2005, fue honrado en Union City, Nueva Jersey, con una estrella en el Paseo de la Fama del parque Celia Cruz.
- El 10 de septiembre de 2007, una oficina de correos de Estados Unidos en Spanish Harlem fue nombrada con su nombre en una ceremonia presidida por el presidente de la casa Ways and Means Committee Charles Rangel (D-NY) y el representante José Serrano (D-NY).

## Discografía
A lo largo de su carrera grabó un total de 198 discos, entre producciones propias y colaboraciones con otros artistas. Entre sus álbumes de larga duración, grabados o reeditados en disco compacto durante los últimos años, destacan:
- Mambos Vol. 2 (1951)
- Puente in Percussion (1956)
- Dance Mania (1958)
- Pachanga in New York (con Rolando Laserie) (1961)
- El Rey Bravo (1962)
- Exitante Ritmo de Tito Puente (1963)
- La Exitante Canta Con el Maestro (con La Lupe) (1965)
- Cuba y Puerto Rico Son... (con Celia Cruz) (1966)
- El Rey (The King) (1968)
- Quimbo Quimbumbia (con Celia Cruz) (1969)
- Tito Puente, con orgullo, Sophy (con Sophy de Puerto Rico) (1969)
- Te Reto (con Sophy de Puerto Rico) (1970)
- En España (con Celia Cruz) (1971)
- Para los Rumberos (1972)
- Algo Especial Para Recordar (Something Special to Remember) (con Celia Cruz) (1972)
- Tito Puente and His Concert Orchestra (1973)
- No Hay Mejor (There is No Better) (1975)
- The Legend (1977)
- Homenaje a Beny (1978) - Ganador del premio Grammy a la mejor grabación latina en 1979
- On Broadway (1983)
- El Rey: Tito Puente & His Latin Ensemble (1984)
- Un Poco Loco (1987)
- Salsa Meets Jazz (1988)
- Latina Familia (1989)
- Goza Mi Timbal (1990)
- Tito Puente Presents Millie P. (1990)
- The Mambo King: 100th LP (1991)
- Out of This World (1991)
- Mambo of The Times (1992)
- Royal T (1993)
- Master Timbalero (1994)
- Mambo Beat: The Progressive Side of Tito Puente (1994)
- Mambo y cha cha cha (1994)
- The Best of Dance Mania (1994)
- Barbarabatiri (1994)
- Tito Puente's Golden Latin Jazz All Stars (1994)
- Top Percussion/Dance Mania (1994)
- 20 Mambos/Take Five (1995)
- Fania Legends of Salsa Collection, Vol. 3 (1995)
- Fiesta con Puente (1995)
- Jazzin' (1995)
- Mambo Mococo (1949-51) (1995)
- Mambos with Puente (1949-51) (1995)
- More Mambos on Broadway (1995)
- Tea for Two (1995)
- The Complete RCA Victor Revolving Bandstand... (1995)
- Tito's Idea (1995)
- Yambeque: The Progressive Side of Tito Puente (1995)
- Cha Cha Chá: Live at Grossinger's (1996)
- El Rey de la Salsa (1996)
- El Rey del Timbal (1996)
- Special Delivery (1996)
- The Very Best of Tito Puente & Vicentico.. (1996)
- Greatest Hits (1996)
- Jazz latino, vol. 4 (1996)
- Percussion's King (1997)
- Selection of Mambo & Cha Cha Cha (1997)
- 50 Years of Swing (1997)
- Tito Meets Machito: Mambo Kings (1997)
- Cha Cha Cha Rumba Beguine (1998)
- Dance Mania '98: Live at Birdland (1998)
- The Very Best of Tito Puente (1998)
- Timbalero Tropical (1998)
- Yambeque (1998)
- Absolute Best (1999)
- Carnival (1999)
- Colección original (1999)
- Golden Latin Jazz All Stars: In Session (1999)
- Latin Flight (1999)
- Latin Kings (1999)
- Lo mejor de lo mejor (1999)
- Mambo Birdland (1999)
- Rey (2000)
- His Vibes & Orchestra (2000)
- Cha Cha Cha for Lovers (2000)
- Homenaje a Beny Moré. Vol. 3 (2000)
- Dos ídolos. Su música (2000)
- Tito Puente y su Orquesta Mambo (2000)
- The Complete RCA Recordings. Vol. 1 (2000)
- The Best of the Concord Years (2000)
- Por fin (Finally) (2000)
- Party with Puente! (2000)
- Masterpiece / Obra maestra (2000)
- Mambo Mambo (2000)
- Mambo King Meets the Queen of Salsa (2000)
- Latin Abstract (2000)
- Kings of Mambo (2000)
- Cha Cha Cha for Lovers (2000)
- The Legends Collection: Tito Puente & Celia Cruz (2001)
- The Complete RCA Recordings, Vol. 2 (2001)
- RCA Recordings (2001)
- Puente caliente (2001)
- The Best of... (2001)
- El Rey: Pa'lante! Straight! (2001)
- Cocktail Hour (2001)
- Selection. King of Mambo (2001)
- Herman Meets Puente (2001)
- Undisputed (2001)
- Fiesta (2002)
- Colección Diamante (2002)
- Tito Puente y Celia Cruz (2002)
- Live at the Playboy Jazz Festival (2002)
- King of Kings: The Very Best of Tito Puente (2002)
- Hot Timbales! (2002)
- Dr. Feelgood (2002)
- Carnaval de éxitos (2002)
- Caravan Mambo (2002)
- We Love Salsa (2006)

### Como músico acompañante

#### Con Dizzy Gillespie
- Rhythmstick (1990)

#### Con Sonny Stitt
- The Matadors Meet the Bull (Roulette, 1965)

## Filmografía

### Largometrajes seleccionados
- Armed and Dangerous (1986)
- Radio Days (1987)
- Los reyes del mambo (1992)

### Documentales
- Tito Puente: The King of Latin Music (2000)[24]
- Calle 54 (2000)[25]
- Latin Knights (2005)
- PROFILES featuring Tito Puente Jr. (2007)
- The Latin Explosion: A New America (2015)

### Conciertos
- Tito Puente - Live in Montreal (Montreal Jazz Festival 1983) (2003)

### Participaciones
- Los Simpson (capítulo «¿Quién mató al Sr. Burns?», voz; Puente se interpreta a sí mismo)